# Ellen Clementine Howarth
Ellen Clementine Howarth, ur. jako Ellen Clementine Doran (ur. 17 maja 1827 w Cooperstown, zm. 23 grudnia 1899 w Trenton) – poetka amerykańska. 

## Życiorys
Urodziła się 17 maja 1827 w Cooperstown w stanie Nowy Jork. Jej ojciec był farbiarzem płótna. Już jako dziecko pracowała w fabryce. W 1845 wyszła za mąż za Josepha Howartha. Zmarła w Trenton 23 grudnia 1899. W 1864 wydała tomik The Wind-Harp and Other Poems. Oprócz tego opublikowała dramat The Guerrilla Chief. Jest autorką wierszy ’Tis But a Little Faded Flower i Thou Wilt Never Grow Old. Jej utwory były często przedrukowywane. Zostały włączone między innymi do antologii George’a F. Phelana Gleanings: from Our Own Fields; Being Selections from Catholic American Poets (1881) i Eugene’a Richarda Musgrove’a Poems of New Jersey (1923).
’T is but a little faded flower,
But oh, how fondly dear!
’T will bring me back one golden hour,
Through many a weary year.
I may not to the world impart
The secret of its power,
But treasured in my inmost heart,
I keep my faded flower.
(’Tis But a Little Faded Flower)